# DN Близнецов
DN Близнецов (лат. DN Geminorum, HD 50480) — медленная новая, двойная катаклизмическая переменная звезда в созвездии Близнецов на расстоянии (вычисленном из значения параллакса) приблизительно 4 475 световых лет (около 1 372 парсек) от Солнца. Видимая звёздная величина звезды — от +15,76m до +3,6m. Орбитальный период — около 3,0684 часов.
Обнаружена норвежским наблюдателем переменных звезд Сигурдом Эйнбу 12 марта 1912 года.

## Характеристики
Первый компонент — аккрецирующий белый карлик спектрального класса pec(Nova). Масса — около 0,93 солнечной.
Второй компонент — красный карлик.